# Kebaowek
Cet article concerne la réserve indienne. Pour la bande indienne, voir Première Nation de Kebaowek.
Kebaowek, aussi appelé Eagle Village et dont le nom officiel est Eagle Village First Nation - Kipawa, est une réserve indienne Anishinaabeg de la Première Nation de Kebaowek au Québec au Canada. Elle est enclavée par la municipalité de Kipawa en Abitibi-Témiscamingue

## Histoire
- 11 décembre 1975 : Constitution de la réserve indienne de Kebaowek[2].

## Géographie
La réserve de Kebaowek est enclavée dans le territoire de la municipalité de Kipawa dans la région de l'Abitibi-Témiscamingue au Québec. Elle est située à 40 km au nord de Timiskaming.

## Démographie
| 1996 | 2001 | 2006 | 2011 | 2016 | 2021 |
| ---- | ---- | ---- | ---- | ---- | ---- |
| 205  | 242  | 270  | 284  | 274  | 326  |

Le recensement de 2016 y dénombre 274 habitants, soit 3,5 % de moins qu'en 2011.
Le recensement de 2006 y dénombre 270 habitants, 11,6 % de plus qu'en 2001.
La répartition de la population selon le Registre des Indiens de septembre 2017 :
- Nombre de personnes dans la communauté : 291
- Nombre de personnes en dehors de la communauté : 708
- Total : 999[8]